# Plymouth (Nowy Jork)
Plymouth – miasto w Stanach Zjednoczonych, w stanie Nowy Jork, w hrabstwie Chenango.